# سقوط البيت الأبيض
سقوط البيت الأبيض (بالإنجليزية: Olympus Has Fallen)‏ هو فيلم حركة أُصدر في الولايات المتحدة سنة 2013. الفيلم من إخراج أنطوان فوكوا.

## طاقم التمثيل
- جيرارد بتلر (بدور مايك بانينج رئيس حرس رئيس الولايات المتحدة
- آرون إيكهارت (بدور رئيس الولايات المتحدة
- مورغان فريمان (بدور مسؤول في البنتاغون و ناب عن الرئيس عندما اتخذ رهينة
- أنجيلا باسيت
- روبرت فوريستر

## القصة
مايك بانينج (جيرالد باتلر) حارس سابق للرئيس الأمريكي و جندي سابق في القوات الخاصة حيث تم تجريده من رتبته واخرجه من مجموعة حراسة الرئيس الخاصة. ولكن أثناء تواجده في مبنى وزارة المالية المقابل للبيت الأبيض تهجم جماعة إرهابية كورية موالية للنظام الاشتراكي على البيت الأبيض وتحتفظ بالرئيس الأمريكي و نائب الرئيس و رئيس الوزارء الكوري الجنوبي لي و وزيرة الدفاع و رئيس هيئة الاركان كرهينة حتى يتم تنفيذ مطالبها الإرهابية الخطيرة بسحب الاسطول السابع من بحر اليابان و القوات الأمريكية المتواجدة في كوريا الجنوبية مهددة بقتل الرئيس وباقي الاسرى واستخدام السلاح النووي في حالة اللجوء إلى استخدام العنف. يزداد الأمر سوء ويصبح كارثة حقيقة أكثر ضخامة. ويكون على مايك نسيان الماضي والمضي قدماً من أجل القضاء على الإرهابيين وتحرير البيت الابيض

## الميزانية والإيرادات
بلغت تكلفة إنتاج الفيلم حوالي 70 مليون دولار بينما حقق أرباحاً تقدر بـ 161,025,640 دولار.

## روابط خارجية
- سقوط البيت الأبيض على موقع IMDb (الإنجليزية)
- سقوط البيت الأبيض على موقع ميتاكريتيك (الإنجليزية)
- سقوط البيت الأبيض على موقع الموسوعة البريطانية (الإنجليزية)
- سقوط البيت الأبيض على موقع روتن توميتوز (الإنجليزية)
- سقوط البيت الأبيض على موقع نتفليكس (الإنجليزية)
- سقوط البيت الأبيض على موقع قاعدة بيانات الأفلام العربية
- سقوط البيت الأبيض على موقع ألو سيني (الفرنسية)
- سقوط البيت الأبيض على موقع Turner Classic Movies (الإنجليزية)
- سقوط البيت الأبيض على موقع أول موفي (الإنجليزية)
- سقوط البيت الأبيض على موقع بوكس أوفيس موجو (الإنجليزية)